# La niña en la piedra
La niña en la piedra es una película mexicana de drama de 2007, dirigida por Maryse Sistach y José Buil, y escrita por Buil sobre un argumento de Sistach. Es la tercera y última entrega de la Trilogía de la Crueldad, una serie antológica de películas con temática de violencia de género, iniciada por Perfume de violetas (2001) y Manos libres (2005). Protagonizada por Sofía Espinosa, y con Gabino Rodríguez en calidad de antagonista, narra la historia de una chica originaria de una comunidad rural que se ve involucrada en un vengativo ataque orquestado por su compañero de escuela y anterior amigo, a raíz del rechazo y el desdén que este sufrió por parte de ella.
Producciones Tragaluz —compañía productora de José Buil y Maryse Sistach— produjo el filme en asociación con Estudios Churubusco Azteca (Echasa), con el apoyo económico del Instituto Mexicano de Cinematografía (Imcine) a través de su Fondo para la Producción Cinematográfica de Calidad (Foprocine), así como del Fondo Nacional para la Cultura y las Artes (Fonca) del Consejo Nacional para la Cultura y las Artes (Conaculta), entre otros fomentos económicos que contribuyeron en su financiación. Su producción empezó a gestarse entre 2003 y 2004, al mismo tiempo que Producciones Tragaluz  realizaba su predecesora, Manos libres (2005), y más adelante, el filme El brassier de Emma (2007). La idea se originó en un taller de actuación organizado por Sistach y Buil para encontrar a los intérpretes y desarrollar las caracterizaciones de los personajes principales en Perfume de violetas, a partir de un ejercicio de improvisación sobre anécdotas personales de violencia escolar; asimismo, se recogió inspiración en diferentes artículos de la «nota roja». La historia se ubicó en el pueblo de Amatlán de Quetzalcóatl, en el Estado de Morelos, y gran parte de los personajes se inspiraron en los vecinos de Sistach y Buil, quienes poseían una casa en la comunidad desde hace diez años. Su música fue compuesta por Eduardo Gamboa.
Se estrenó por primera vez el 27 de marzo de 2006, como parte de la programación de la 21.ª edición del Festival Internacional de Cine en Guadalajara, en el que fue premiada con el Mayahuel a la Mejor película. Un año después, tuvo una segunda premier el 23 de julio de 2007 en el Cinépolis Diana de la Ciudad de México, lanzándose comercialmente en México el 27 de julio, con la distribución de Videocine. La cinta recibió tres nominaciones en la 49.ª edición de los Premios Ariel, en las categorías de Mejor actor, Mejor actriz y Mejor banda sonora.

## Trama
Gabino es un adolescente que vive con su familia en una comunidad rural. Un día, trabajando en los sembradíos con su padre, encuentran una piedra labrada con un estilo prehispánico, representando a una deidad femenina del maíz. Temiendo que las autoridades se enteren del hallazgo, y que consideren sus tierras un potencial sitio arqueológico, el padre de Gabino decide ocultar la piedra en el fondo de una poza llena de agua.
Desde la infancia, Gabino ha sido amigo de Maty, quien es además su compañera de escuela. Con el tiempo, ha desarrollado sentimientos hacia ella, e intenta conquistarla bajo el pretexto de regalarle un gatito, acto seguido, intenta besarla por la fuerza. Este acto hace que Maty cambie su opinión con respecto al joven, quien no acepta un no por respuesta. Al enterarse del rechazo, los amigos de Gabino deciden molestar sexualmente a Maty, incidente que les cuesta una suspensión temporal de la escuela, así como una reprimenda para Gabino, quien, si bien no participó materialmente en el suceso, es considerado como un autor intelectual.
Tras el suceso, Maty queda visiblemente alterada, alejándose aun más de Gabino y rechazando todo intento de acercamiento de su parte; mientras, este último aumenta en intensidad su insistencia de conquistar a Maty. Al mismo tiempo, en la escuela a la que ambos muchachos asisten, se prepara un festival, evento que Gabino intentará aprovechar para llevar a cabo otro intento de conquistar a su interés amoroso. También se hace evidente que Maty está enamorada de Joaquín, su maestro de baile, haciendo algunos intentos por llamar su atención, pero este parece más interesado en Perla, la hermana mayor de Maty.
El día del festival, las cosas parecen haber vuelto a la normalidad; sin embargo, les es negada la entrada a la escuela a los amigos de Gabino, pudiendo entrar este último. Durante el festival, Maty intenta nuevamente llamar la atención de Joaquín, pero la intervención de Gabino hace que Joaquín invite a bailar a Perla, provocando los celos y el enojo de Maty, llegando esta al límite con Gabino, rechazando definitivamente todo contacto con él desde ese momento.
El chico, frustrado, decide vengarse de Maty, planeando una trampa con sus amigos; al salir del festival, intercepta a Maty, chantajeándola con que su abuela matará a su gatito si ella no va por él; Maty, a regañadientes, acepta seguirlo con tal de salvar la vida del gatito, y se internan en una zona de estanques, en donde emboscan y apedrean a la chica hasta dejarla inconsciente. Creyéndola muerta, y para ocultar su crimen, la hunden en la misma poza en la que Gabino y su padre habían ocultado la piedra prehispánica al principio de la película.
Visiblemente en shock, Gabino regresa a su casa, siendo confrontado por su padre, quien sospecha que algo ha sucedido en la poza. Mientras, Perla y su padre buscan desesperadamente a Maty, siendo al final guiados por el padre de Gabino hasta la poza; Maty se ha mantenido con vida gracias a que la piedra no permitió que se hundiera por completo; la chica es rescatada, y pasado un tiempo, se revela que la relación entre Perla y Joaquín se ha concretado, mientras, Maty, derivado de los sucesos, ha quedado en un estado de shock, traumatizada e infantilizada.

## Reparto
- Lázaro Gabino Rodríguez - Gabino
- Sofía Espinosa - Maty
- Ricardo Polanco - Delfino
- Iyantú Fonseca - Fulgencio
- Alejandro Calva - Fidel
- Silverio Palacios - Amadeo
- Ximena Ayala - Perla
- Arcelia Ramírez - Alicia
- Luis Gerardo Méndez - Joaquín
- Nancy Gutiérrez - Prefecta

## Reconocimientos

### Premios Ariel
| Edición | Categoría          | Nominado         | Resultado |
| ------- | ------------------ | ---------------- | --------- |
| XLIX    | Mejor Actor        | Gabino Rodríguez | Candidato |
| XLIX    | Mejor Actriz       | Sofía Espinosa   | Candidata |
| XLIX    | Mejor banda sonora | Eduardo Gamboa   | Candidato |